# Lake-Maitland-Uranlagerstätte
Die Lake-Maitland-Uranlagerstätte befindet sich an dem trocken gefallenen Salzsee Lake Maitland, ungefähr 100 km südöstlich von Wiluna in Western Australia. Dort sollte nach Planungen der erste aktive Uranbergbau in Western Australia ab dem Jahr 2012 betrieben werden, die Pläne wurden jedoch nicht umgesetzt. Seit 2013 befindet sich die Lagerstätte im Besitz des Unternehmens Toro Energy und seit 2016 liegt eine Genehmigung der australischen Umweltbehörde für den Abbau von Uran in der Lagerstätte vor.

## Abbauplanung
An dem See befindet sich das am weitesten entwickelte Uranprojekt in Western Australia, das Lake-Maintland-Uranium-Projekt, das von der kanadischen Gesellschaft Mega Uranium vorangetrieben wurde und seine Produktion 2012 aufnehmen sollte. Es sollte das erste aktive Uranabbau-Projekt in Western Australia werden und es war beabsichtigt 750 t U3O8 jährlich herzustellen.
Der Uranabbau am Lake Maitland ist eines von drei Projekten in Western Australia, neben der Centipede-Lake-Way-Uranlagerstätte und der Yeelirrie-Uran-Lagerstätte von der BHP Billiton, die mit dem Abbau von Uran beginnen sollten. Die drei Abbau-Projekte befinden sich alle im Umkreis von 100 km von Wiluna.

## Uran-Abbauprojekt

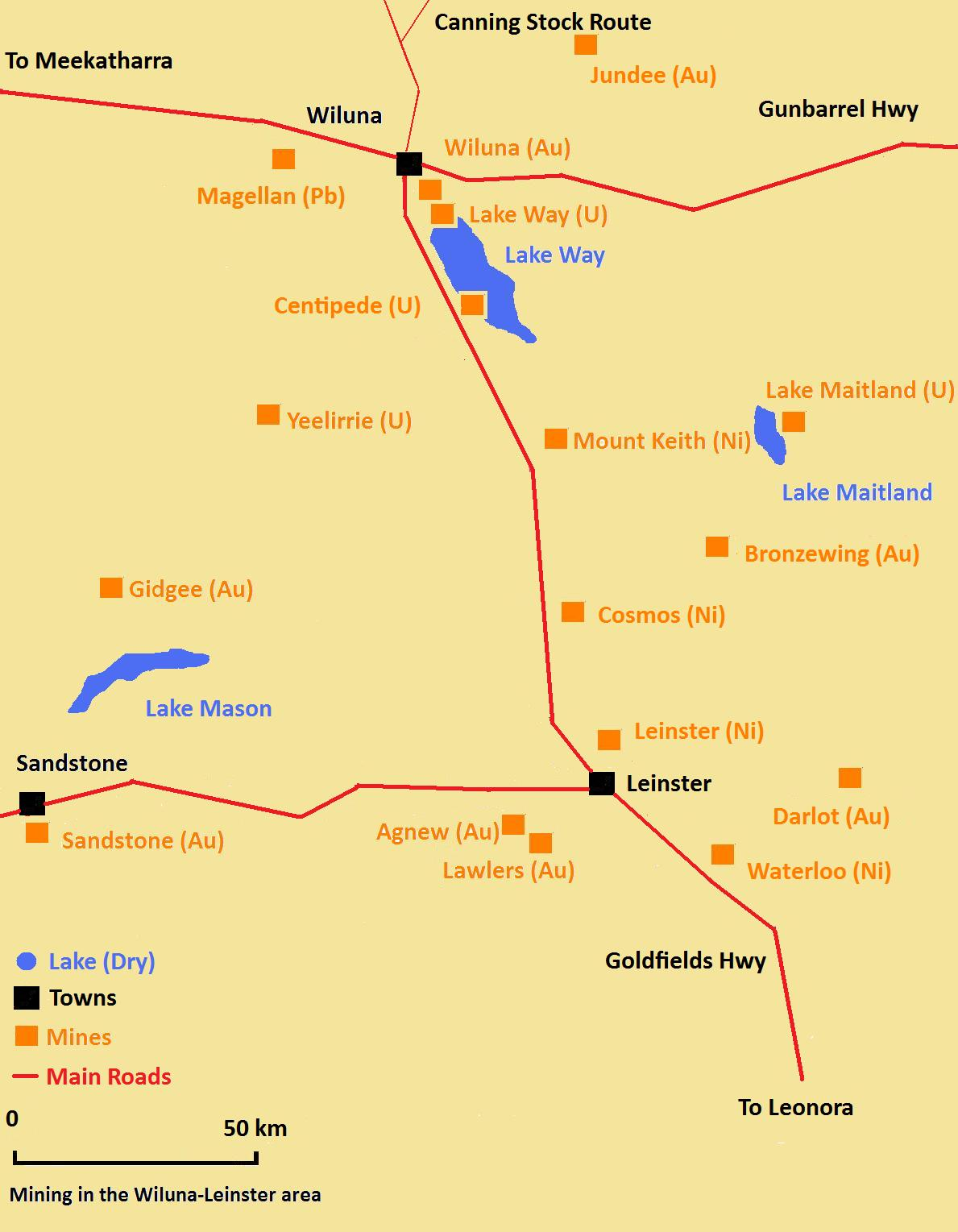
Lagekarte des Wiluna-Leinster-Gebiets

Bis 2008 hatte die Regierung von Western Australia ein Uranabbauverbot verhängt, das nach der Wahlniederlage der Australian Labor Party von der Liberal Party aufgehoben wurde. Gegen diese politische Entscheidung gab es Proteste der Anti-Nuclear Alliance of Western Australia. Die lokalen Aborigines kritisierten die Regierung und forderten Garantien für ihr Land und die dort lebenden Tiere. Die Projekte führten zu Protesten der Anti-Nuclear Alliance of Western Australia, die den Abbau verhindern will.
Die Uranlagerstätte am Lake Maitland wurde 1972 von Asarco Australia entdeckt. Die Lagerstätte wurde in geringem Umfang in den 1980er Jahren erkundet, weil es damals unterschiedliche Auffassungen der Eigentümer über die Verwendung der Lagerstätte und Eigentümerwechsel gab.
Nach mehreren Bohrungen durch die Redford Ltd in 2005 wurde diese von der Mega Uranium im Dezember 2006 übernommen, die weitere Bohrungen und Erkundungen in den Jahren 2007 bis 2008 vornahm. Das Bergbaugelände sollte von vorhandenen Infrastrukturen anderer Bergbaue in der Region profitieren, es liegt ungefähr 30 km nördlich der Bronzewing Gold Mine. Die Lagerstätte sollte 10 Jahre betrieben werden. 35 % der Aktienanteile an Mega Uranium hielt das japanische Konsortium Japan Australia Uranium Resources Development Co (JAURD). JAURD gehört den japanischen Stromkonzernen Kansai Electric Power, Kyushu Electric Power und Shikoku Electric Power, die gemeinsam Atomkraftanlagen in Japan betreiben.
2013 übernahm der australische Konzern Toro Energy die Uranlagerstätte von Mega Uranium für 37 Millionen Dollar ohne konkrete Pläne für die Inbetriebnahme und bot JAURD an, als strategischer Partner wieder mit einzusteigen. Mitte 2016 bekam Toro Energy die Genehmigung der australischen Umweltbehörde (Environmental Protection Authority, EPA) für den Abbau von Uran für die Lake-Maitland-Uranlagerstätte als Erweiterung der bereits 2012 erteilten Genehmigung für die Centipede-Lake-Way-Uranlagerstätte und Anfang 2017 verkündete Toro Energy den baldigen Abbaustart von Uran im Umland von Wiluna. Im Juni 2017 beschloss die Regierung von Western Australia ein Verbot des Uranbergbaus, musste dabei jedoch die bereits laufenden und bestätigten Projekte ausschließen und ihnen ein Fünf-Jahres-Fenster für den Abbaustart einräumen.